# L'uomo meccanico
L'uomo meccanico (The Mechanical Man em Inglês, O Homem Mecânico em Português) é um filme italiano de ficção científica de 1921 dirigido por André Deed (que também participou como ator do personagem cômico Saltarello). É um dos primeiros filmes de ficção científica produzidos na Itália e o primeiro a mostrar uma batalha entre dois robôs. O diretor de fotografia foi Alberto Chentrens.
Por muitos anos, o filme, com cerca de 80 minutos de duração, foi considerado perdido, até que vários rolos da versão em português foram descobertos na Cinemateca Brasileira. Cerca de 26 minutos (740 metros) ainda estão perdidos. O crítico de cinema Christopher Workman teorizou que o filme influenciou Metropolis de Fritz Lang (1927).
O diretor Deed começou sua carreira de ator na França e depois se mudou para a Itália. Depois de terminar O Homem Mecânico, voltou para a França. Dirigiu cerca de 40 filmes e atuou em mais de 200, antes de morrer em 1940.

## Argumento
Um cientista cria um dispositivo em forma de homem que pode ser controlado remotamente por uma máquina. O homem mecânico possui velocidade e força sobre-humanas. No entanto, o cientista é morto por uma gangue de criminosos liderada por uma mulher chamada Mado, que quer obter seu segredo para construir o homem mecânico. Os malandros são capturados antes que possam obtê-lo, e são levados a julgamento e condenados. Mado consegue escapar e sequestra a sobrinha do cientista, o que a obriga a lhe dar os planos e constrói outro robô, e controlado por ela comete vários crimes.
O irmão do cientista (Gabriel Moreau), no entanto, consegue criar outro homem mecânico que ele usa para lutar contra o original. Os dois robôs lutam entre si no teatro da ópera e acabam se destruindo a si mesmos e o teatro. Durante a batalha final, Mado tenta freneticamente controlar o robô e é eletrocutado no painel de controle por um curto-circuito.

## Elenco
- André Deed: Modestino D'Ara, Saltarello
- Valentina Frascaroli: Margherita Donadieff, Mado
- Mathilde Lambert: Elena D'Ara
- Gabriel Moreau: Professor D'Ara
- Fernando Vivas-Maio
- Giulia Costa

## Imagens perdidas
A maior parte perdida do filme consiste nas imagens do terço inicial. Os créditos do elenco também foram perdidos, e portanto alguns personagens não podem ser identificados.

## Galeria

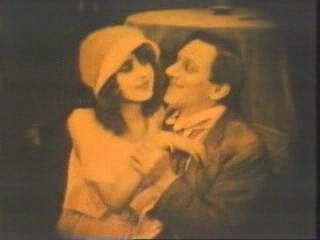
André Deed, diretor e ator
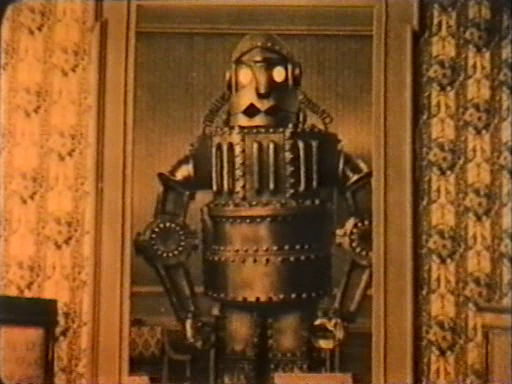
O homem mecânico
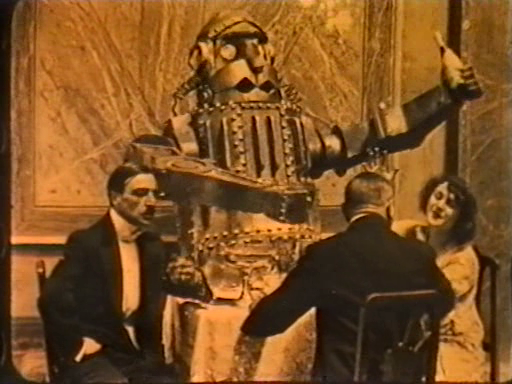
O robô servindo champanhe
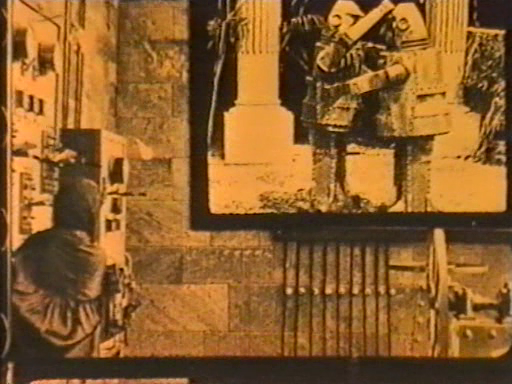
Mado assiste ao duelo entre os dois robôs em sua tela de laboratório